# Image Comics
Image Comics, of kortweg Image, is een in 1992 opgerichte Amerikaanse uitgeverij van 'comics', een Amerikaanse vorm van stripverhalen. Zeven voormalig werknemers van de grote maatschappijen Marvel Comics en DC Comics kwamen tot dit initiatief omdat zij zelf de creatieve rechten wilden op de verhalen en personages die zij bedachten, in plaats van dat die automatisch naar hun werkgevers gingen.

## Begin van een tijdperk

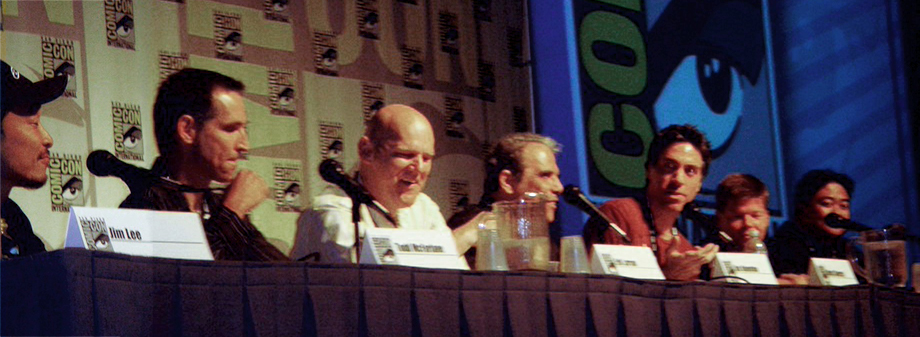
v.l.n.r. Lee, McFarlane, Larsen, Valentino, Silvestri, Liefeld en Portacio (2007)

Image werd opgericht door Todd McFarlane, Marc Silvestri, Jim Lee, Jim Valentino, Rob Liefeld, Erik Larsen en Whilce Portacio. Zij begonnen ieder een eigen nieuwe titel waarvan de rechten ook volledig in eigen bezit bleven. McFarlane beet het spits af met het eerste deel van Spawn. Silvestri volgde met Cyberforce, Lee met Wildcats, Valentino met Shadowhawk, Liefeld met Youngblood, Larsen met Savage Dragon en Portacio met Wetworks. Het eerste deel van Youngblood geldt door de verschijningsdatum als eerste door Image uitgegeven comic ooit. Zes van de zeven initiatiefnemers begonnen ook een eigen bedrijf binnen Image om eigen titels uit te gaan brengen:
- McFarlane - Todd McFarlane Productions
- Silvestri - Top Cow Productions
- Lee - Wildstorm Productions
- Valentino - ShadowLine
- Liefeld - Extreme Studios
- Larsen - Highbrow Entertainment

Alleen Portacio liet dit na. Hij bracht Wetworks onder bij Lee's Wildstorm.
Image Comics gaf met de oprichting het startsein voor een revolutie in de comicwereld, want na hun voorbeeld nam het marktaandeel van de zogenaamde creator owned comics aanzienlijk toe. Hoewel Marvel Comics en DC Comics altijd de onbetwiste marktleiders zijn gebleven, gingen Image Comics en Dark Horse Comics wel behoren tot een 'grote vier'.

## Bekende titels
Behalve de eerste zeven nieuwe comicseries zijn er daarna nog talloze gevolgd met het Image-logo op de cover, ook van vele andere comicmakers naast de grondleggers van de nieuwe maatschappij. De één bleek succesvoller dan de ander, maar enkele reeksen deden het relatief goed. Tot aan verfilmingen toe soms. Enkele hiervan zijn:
- Bulletproof Monk (verfilmd in 2003 met Chow Yun-Fat en Sean William Scott)
- Chew
- Darkness
- Gen 13
- The Walking Dead
- Witchblade
- Rising Stars (van Babylon 5's J.Michael Straczynski)

## Image Comics in Nederland
De Nederlandse uitgeverij Juniorpress is op comicgebied vooral bekend van haar vertalingen van diverse Batman-, Superman- en Marvel Comics-uitgaven. Niettemin gaven ze in de loop der jaren ook enkele titels van Image uit, zoals:
- Darkness
- Gen 13
- Spawn
- Tomb Raider
- Witchblade

Daarnaast gaf Juniorpress sommige Image-miniseries en delen van enkele titels als Sam & Twitch, The Creed, Violator, Angela, Tales of Darkness,  Tales of the Witchblade en Medieval Witchblade uit in een serie genaamd  Image Special.